# Kocmyrzów
Kocmyrzów – wieś w Polsce położona w województwie małopolskim, w powiecie krakowskim, w gminie Kocmyrzów-Luborzyca.
W latach 1954–1960 wieś należała do gromady Dojazdów, po zmianie siedziby i nazwy gromady należała była siedzibą władz gromady Kocmyrzów. W latach 1975–1998 miejscowość administracyjnie należała do województwa krakowskiego.
Od roku 1899 istniała tu stacja kolejowa, będąca zakończeniem linii Kraków Główny – Kocmyrzów. 
W nocy z 2 na 3 sierpnia 1914 roku w pobliżu stacji Władysław Belina-Prażmowski na czele siedmioosobowego patrolu wkroczył do zaboru rosyjskiego. Zwiad tzw. "ułańskiej siódemki" poprzedził wymarsz "Pierwszej Kadrowej", która jako pierwszy oddział Wojska Polskiego przekroczył granicę zaboru austriackiego z zaborem rosyjskim.
Od 1925 roku linia kolejowa Kraków–Kocmyrzów była linią ćwiczebną i poligonem 1 Pułku Saperów Kolejowych.
W roku 1949 zbudowana została wąskotorowa część stacji, dzięki czemu możliwy stał się dojazd m.in. do Charsznicy, Jędrzejowa i Szczucina. Ruch na stacji w Kocmyrzowie (zarówno na wąskich jak i normalnych torach) został zawieszony na początku lat dziewięćdziesiątych. W 2006 roku układ torów stacji Kocmyrzów został fizycznie zlikwidowany, natomiast na początku 2010 roku rozebrano budynek stacyjny. Na miejscu zbudowano drogę wojewódzką nr 776 Kraków – Proszowice w jej nowym przebiegu.
| SIMC    | Nazwa  | Rodzaj    |
| ------- | ------ | --------- |
| 0322301 | Baran  | część wsi |
| 0322318 | Prukop | część wsi |

## Zabytki
Obiekt wpisany do rejestru zabytków nieruchomych województwa małopolskiego.
- Zespół dworsko-parkowy.